# 594 Mireille
594 Mireille eller 1906 TW är en asteroid i huvudbältet, som upptäcktes 27 mars 1906 av den tyske astronomen Max Wolf i Heidelberg. Den är uppkallad efter dikten Mireille (Mireio) av Frédéric Mistral.
Asteroiden har en diameter på ungefär 9 kilometer.